# Ingénierie concourante
Trouvant ses origines dans les années 1960 aux États-Unis, l’ingénierie concourante ou ingénierie simultanée (Concurrent Engineering ou CE en anglais) est une méthode d'ingénierie qui consiste à engager simultanément tous les acteurs d'un projet, dès le début de celui-ci, dans la compréhension des objectifs recherchés et de l'ensemble des activités qui devront être réalisées.
La compréhension globale qui en résulte facilite la détection précoce des problèmes potentiels, permet de mettre en évidence des interdépendances complexes ou floues et aboutit à un accroissement de la motivation des ressources humaines. 

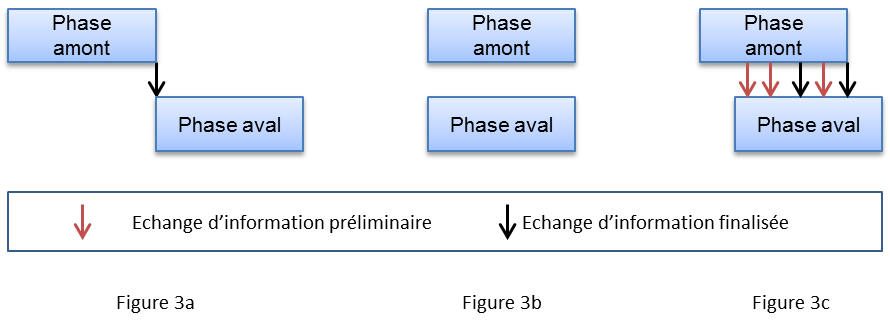
Différents types de processus,

Ce principe se distingue de l'ingénierie séquentielle au cours de laquelle chaque étape démarre lorsque la précédente est complètement achevée (figure 3a). Ce mode de fonctionnement manque de visibilité quant à la durée totale du processus.
Une approche pour accélérer l’ensemble du processus de développement de produit serait de découpler les tâches à réaliser, sans échange d’information entre les phases, et de les faire en parallèle (figure 3b). Pourtant, ce type d’organisation nécessiterait de profondément modifier les étapes et/ou l’architecture du produit. Une approche alternative serait de faire chevaucher les étapes entre elles en augmentant la fréquence des échanges d’information entre étape en amont et étape en aval (figure 3c). Dans l’ingénierie concourante, les équipes s’organisent en parallèle pour faire avancer le projet. Une métaphore couramment utilisée pour décrire le CE est celle de l’équipe de rugby organisée en ligne pour faire progresser le ballon alors que l’organisation des activités en séquence s’apparenterait plus à une course de relais, le jalon étant transmis successivement entre coéquipiers. Ici, le point essentiel est la façon dont les échanges d’information ont lieu. Afin que  les activités puissent se réaliser de manière concourante, l’information est décomposée et fournie le plus rapidement possible aux processus en aval afin que ceux-ci puissent démarrer le plus tôt possible, quitte à devoir faire évoluer le processus aval lorsque des informations complémentaires sont fournies par l’activité en amont.
Le principal avantage de l’ingénierie concourante est de fortement réduire les délais pour lancer un produit sur le marché (time-to-market). Par contre, cette approche nécessite de parfaitement gérer les échanges d’information et un compromis doit être trouvé entre les gains fournis par l’approche concourante et les coûts engendrés par l’organisation des échanges d’information. Par ailleurs, la dépendance qui existe entre phases, avec la possibilité que des modifications importantes soient nécessaires au cours d’une activité situé en aval, fait peser un risque financier (coût du changement) ou technique (par exemple, défaut de qualité si le changement n’est pas adopté) qui limitent l’utilisation du CE à des développements présentant un niveau d’incertitude technique modéré.
Un exemple connu d'application de cette méthode est la conception de la Toyota Prius. En effet, pour faire face au délai de commercialisation très court annoncé par la direction de Toyota, l'équipe de développement a intégré dans son processus de conception les équipes de production afin de réduire le délai d'industrialisation du véhicule.